# Be Human (Fightstar)
Be Human è il quarto album in studio del gruppo musicale britannico Fightstar, pubblicato nel 2009.

## Tracce
1. Calling on All Stations – 3:26
2. The English Way – 3:33
3. War Machine – 4:48
4. Never Change – 3:02
5. Colours Bleed to Red – 3:19
6. The Whisperer – 3:59
7. Mercury Summer – 3:07
8. Give Me the Sky – 4:01
9. Chemical Blood – 3:52
10. Tonight We Burn – 3:51
11. Damocles – 3:36
12. Follow Me into the Darkness – 5:44

## Formazione
- Charlie Simpson - voce, chitarra, tastiere, batteria
- Alex Westaway - chitarra, voce
- Dan Haigh - basso
- Omar Abidi - batteria, percussioni